# Lavci (Bitola)
Lavci (macedónul: Лавци) település Észak-Macedóniában, a Pelagonijai körzet Bitolai járásában.

## Népesség
| Lakosok száma | 700  | 684  | 620  | 574  | 517  | 504  | 339  | 338  | 291  |
|               | 1948 | 1953 | 1961 | 1971 | 1981 | 1991 | 1994 | 2002 | 2021 |

2002-ben 338 lakosa volt, akik közül 336 macedón, 2 egyéb.